# U-287
U-287 — средняя немецкая подводная лодка типа VIIC времён Второй мировой войны.

## История
Заказ на постройку субмарины был отдан 5 июня 1941 года. Лодка была заложена 8 августа 1942 года на верфи Бремен-Вулкан под строительным номером 52, спущена на воду 13 августа 1943 года. Лодка вошла в строй 22 сентября 1943 года под командованием лейтенанта Генриха Мейера.

### Флотилии
- 22 сентября 1943 года — 28 февраля 1945 года — 24-я флотилия (учебная)
- 1 марта 1945 года — 8 мая 1945 года — 31-я флотилия

### История службы
Лодка совершила один боевой поход, успехов не достигла. Подорвалась на мине и затонула 16 мая 1945 года в устье Эльбы.
По другим данным затоплена 15-16 мая в районе с координатами 53°50′ с. ш. 08°50′ в. д..